# Morophagoides nimbiferum
Morophagoides nimbiferum är en fjärilsart som beskrevs av Robinson 1986. Morophagoides nimbiferum ingår i släktet Morophagoides och familjen äkta malar.
Artens utbredningsområde är Guatemala. Inga underarter finns listade i Catalogue of Life.